# ダビド・ドゥイエ
ダビド・ドゥイエ（David Douillet, 1969年2月17日 - ）は、フランスのルーアン出身の柔道家、政治家。身長196cm。体重125kg。

## 経歴
1996年アトランタオリンピック95kg超級で優勝、2000年シドニーオリンピック100kg超級でも優勝し2連覇を達成している。そのシドニーオリンピックの決勝戦では日本の篠原信一と対戦して勝利するも、誤審問題が生じて日本では「疑惑の金メダル」と報じられた。後に国際柔道連盟は正式にこの試合において誤審があったことを認めたが、試合後に判定が覆ることはないという国際柔道連盟の規則により、ドゥイエの優勝はそのまま認められた。当時はビデオ判定がなく、この試合をきっかけに導入に向かっていった。
2009年のフランス国民議会（下院）補欠選挙に右派与党の国民運動連合より出馬し当選、政界に進出した。
ニコラ・サルコジ政権下では在外フランス人担当閣外相と務めていたが、2011年9月にスポーツ相に就任。2018年1月にフランスの政治資金審査当局は、2016年度の政治家としての資産報告に過少申告の不正があったとして、ドゥイエを検察へ刑事告発した。

## 主な戦績
95kg超級での戦績
- 1987年 - 国際高校柔道選手権大会　2位
- 1989年 - フランス国際　5位
- 1989年 - ヨーロッパジュニア　3位
- 1990年 - イギリス国際　優勝
- 1990年 - 嘉納杯　無差別　2位
- 1991年 - オランダ国際　2位
- 1991年 - ヨーロッパ選手権　3位
- 1991年 - 世界軍人選手権大会　95kg超級　2位　無差別　2位
- 1992年 - フランス国際　5位
- 1992年 - チェコ国際　3位
- 1992年 - オランダ国際　優勝
- 1992年 - ヨーロッパ選手権　3位
- 1992年 - バルセロナオリンピック　3位
- 1993年 - フランス国際　3位
- 1993年 - ヨーロッパ選手権　2位
- 1993年 - 世界選手権　優勝
- 1994年 - チェコ国際　優勝
- 1994年 - ヨーロッパ選手権　優勝
- 1994年 - フランス語圏競技大会　優勝
- 1994年 - ワールドカップ団体戦　優勝
- 1995年 - ロシア国際　優勝
- 1995年 - フランス国際　2位
- 1995年 - イタリア国際　優勝
- 1995年 - 世界選手権　95kg超級　優勝　無差別　優勝
- 1996年 - イタリア国際　2位
- 1996年 - アトランタオリンピック　優勝
- 1997年 - 地中海競技大会　優勝
- 1997年 - 世界選手権　優勝

100kg超級での戦績
- 1999年 - ヨーロッパ選手権　無差別　7位
- 2000年 - ドイツオープン　3位
- 2000年 - シドニーオリンピック　優勝